# Litus elegans
Litus elegans är en stekelart som beskrevs av Meunier 1901. Litus elegans ingår i släktet Litus och familjen dvärgsteklar. Inga underarter finns listade i Catalogue of Life.